# Pitkäkoski, Lappland
Pitkäkoski är en sjö i Gällivare kommun i Lappland och ingår i Kalixälvens huvudavrinningsområde.